# Bobur Islomov
Bobur Islomov (1999) è un lottatore uzbeko, specializzato nella lotta libera.

## Palmarès
- Campionati asiatici

Ulaanbaatar 2022: bronzo negli 86 kg.